# 존 보이랜
존 보이랜(John Boylan, 1912년 1월 31일 ~ 1994년 11월 16일)은 미국의 배우, 연극 배우, 텔레비전 배우이다.
캔턴에서 태어났으며 벨뷰에서 사망하였다. 사인은 폐암이다.

## 방송
- 에리카의 자아찾기 3
- 에리카의 자아찾기 2
- 에리카의 자아찾기 1

## 영화
- 위치슬레이어 (2012년)
- 케네디스 (2011년)
- 로스트 랜드: 공룡 왕국 (2009년) - 에닉 역
- 다이아몬드 (2008년)
- 비잉 에리카 (2008년)
- 철없는 자매의 개과천선 프로젝트 (2006년)
- 날 미치게 하는 남자 (2005년)
- 더 리미트 (2003년)
- 911 위기의 시간 (2003년)
- 싱크홀 (2000년)
- 원 킬 (2000년)
- 타임 투 세이 굿바이? (1997년)
- 스티브 마티니의 인생 (1996년)
- 위험한 증언 (1996년)
- 퍼스트 디그리 (1995년)
- 투 캐치 어 킬러 (1992년)
- 더 저니 홈 (1989년)
- 키핑 트랙 (1987년)